# Babylon (Software)
Babylon é um software comercial de tradução e consulta de informações. Quando um utilizador clica num texto com um botão do rato ou roda (à escolha do utilizador) ou uma combinação de teclas, aparece uma janela Babylon com traduções para as línguas que o utilizador compreende, bem como informação adicional obtida de fontes disponíveis na Internet, como a Wikipedia. Esta ferramenta é também utilizada para a conversão de unidades e moedas (seguindo a cotação em tempo real), bem como para qualquer outra informação contextual. Dispõe de uma tecnologia patenteada de OCR e de ativação com um clique que funciona em qualquer programa Windows, como o Word, Outlook, Excel, Internet Explorer e Adobe Reader (documentos PDF).

## Controvérsias
O Babylon é muito controverso devido à má qualidade das suas traduções, à má gestão dos clientes e ao facto de “invadir” os navegadores Web mesmo depois de ter sido desinstalado. Além disso, a empresa que publica o Babylon encorajou durante muito tempo os seus utilizadores a contribuírem voluntariamente para melhorar os dicionários completando-os, prometendo que o software permaneceria sempre gratuito, antes de finalmente o tornar cobrável quando os dicionários fossem completados voluntariamente, o que provocou a ira de muitos voluntários.